# Elecciones al Congreso de los Diputados de noviembre de 2019 (Almería)
Las elecciones al Congreso de los Diputados de 2019 se celebraron en la provincia de Almería el domingo 10 de noviembre, como parte de las elecciones generales convocadas por Real Decreto dispuesto el 4 de marzo de 2019 y publicado en el Boletín Oficial del Estado el día siguiente. Se eligieron los 6 diputados del Congreso correspondientes a la circunscripción electoral de Almería, mediante un sistema proporcional (método d'Hondt) con listas cerradas y un umbral electoral del 10%.

## Resultados
Los comicios depararon 2 escaños al Partido Socialista Obrero Español, al Partido Popular y a Vox.
| Candidatura                                          | Candidatura                                          | Votos   | %                                        | Escaños                                  |
| ---------------------------------------------------- | ---------------------------------------------------- | ------- | ---------------------------------------- | ---------------------------------------- |
|                                                      | Partido Socialista Obrero Español (PSOE)             | 89 295  | 29,79                                    | 2                                        |
|                                                      | Vox (Vox)                                            | 80 714  | 26,93                                    | 2                                        |
|                                                      | Partido Popular (PP)                                 | 78 072  | 26,04                                    | 2                                        |
| Unidas Podemos (Podemos-IU-Equo)                     | Unidas Podemos (Podemos-IU-Equo)                     | 24 400  | 8,14                                     | 0                                        |
| Ciudadanos-Partido de la Ciudadanía (Cs)             | Ciudadanos-Partido de la Ciudadanía (Cs)             | 22 835  | 7,62                                     | 0                                        |
| Partido Animalista Contra el Maltrato Animal (PACMA) | Partido Animalista Contra el Maltrato Animal (PACMA) | 2582    | 0,86                                     | 0                                        |
| Escaños en Blanco (EB)                               | Escaños en Blanco (EB)                               | 513     | 0,17                                     | 0                                        |
| Por un Mundo más Justo (PUM+J)                       | Por un Mundo más Justo (PUM+J)                       | 371     | 0,12                                     | 0                                        |
| Recortes Cero-Grupo Verde (R0-GV)                    | Recortes Cero-Grupo Verde (R0-GV)                    | 360     | 0,12                                     | 0                                        |
| Andalucía por Sí (AxSÍ)                              | Andalucía por Sí (AxSÍ)                              | 318     | 0,11                                     | 0                                        |
| Partido Comunista de los Pueblos de España (PCPE)    | Partido Comunista de los Pueblos de España (PCPE)    | 303     | 0,10                                     | 0                                        |
| Votos válidos                                        | Votos válidos                                        | 299 763 | 100,00                                   | 6                                        |
| Votos nulos                                          | Votos nulos                                          | 2990    | Participación: · \| \| 60,76 % \| 11,03% | Participación: · \| \| 60,76 % \| 11,03% |
| Votantes                                             | Votantes                                             | 305 414 | Participación: · \| \| 60,76 % \| 11,03% | Participación: · \| \| 60,76 % \| 11,03% |
| Electores                                            | Electores                                            | 502 627 | Participación: · \| \| 60,76 % \| 11,03% | Participación: · \| \| 60,76 % \| 11,03% |
|                                                      | 60,76 %                                              |         |                                          |                                          |

## Diputados electos
Relación de diputados electos:
| N.º | Nombre                            | Lista | Lista |
| --- | --------------------------------- | ----- | ----- |
| 1   | José Guirao Cabrera               |       | PSOE  |
| 2   | Rocío de Meer Méndez              |       | Vox   |
| 3   | Miguel Ángel Castellón Rubio      |       | PP    |
| 4   | Sonia Ferrer Tesoro               |       | PSOE  |
| 5   | Carlos Hugo Fernández-Roca Suárez |       | Vox   |
| 6   | Juan José Matarí Sáez             |       | PP    |

## Nota
1. ↑  Tras la renuncia del diputado electo José Guirao Cabrera fue proclamado diputado electo Indalecio Gutiérrez Salinas